# Haeckel's Tale
Haeckel's Tale is een korte horrorfilm uit 2006 onder regie van John McNaughton Deze vormt het twaalfde deel uit de eerste serie van de filmreeks Masters of Horror. Het script is gebaseerd op een kort verhaal uit de bundel Dark Delicacies: Original Tales of Terror and the Macabre van Clive Barker.

## Verhaal

### Proloog
Het is het eind van de negentiende eeuw wanneer Edward Ralston te paard aankomt bij de middelbare Miz Carnation. Het is hem ter ore gekomen dat zij aan necromantie doet. Ralstons echtgenote is kort daarvoor overleden en hij wil dat Carnation haar terug tot leven brengt. Ze raadt hem aan die wens te laten varen, maar Ralston houdt aan. Carnation stelt hem daarom voor om hem een verhaal te vertellen. Als hij daarna nog steeds wil dat ze zijn vrouw terug tot leven brengt, zal ze zijn wens vervullen. Ralston stemt daarmee in.

### Plot
Carnations verhaal gaat over wetenschapper Ernst Haeckel en speelt zich af in het nabije verleden. Haeckel heeft verhalen gehoord over de experimenten van Victor Frankenstein en is ervan overtuigd dat hij erachter kan komen wat mensen het leven geeft. Als hem dat lukt, kan hij ook overleden mensen terugbrengen uit de dood. Haeckel wil die vaardigheid dolgraag opdoen omdat zijn vader doodziek is. Hij is tot op dat moment alleen nog niet erg succesvol. Een rondtrekkende artiest genaamd Montesquino lijkt het wel te kunnen, volgens de man zelf met behulp van magie. Haeckel doet diens kunsten af als onzin en trucage en is ervan overtuigd dat alleen de wetenschap uitkomst kan bieden.
Wanneer Haeckel bericht krijgt dat de toestand van zijn vader is verslechterd, gaat hij op reis om hem op te zoeken. Onderweg moet hij schuilen voor de regen. Een middelbare man ziet hem en stelt zich voor als Walter Wolfram. Hij nodigt Haeckel uit om bij hem binnen te komen tot het weer verbetert. Wolfram blijkt getrouwd met de veel jongere Elise. Haeckel kan zijn ogen niet van haar afhouden. Hij gaat vroeg naar bed, maar gluurt die avond stiekem naar het echtpaar. Hij ziet door de deuropening Elise met een in doeken gewikkelde baby lopen, Montesquino die een bezoek brengt en Elise die de deur uitgaat na een gil van buiten het huis. Wolfram vertelt Haeckel daarop dat de baby niet van hem is. Hij legt uit dat kort voor hun ontmoeting Elises eerste echtgenoot stierf en dat er nooit een andere man zal zijn die haar kan bevredigen, hoewel hij dat op alle mogelijke manieren probeert.
Haeckel begrijpt plotseling waarom Montesquino langskwam. Wolfram heeft hem betaald om Elise gelukkig te maken. Haeckel gaat achter haar aan en vindt haar op de nabije necropolis. Montesquino heeft Elises eerste echtgenoot terug tot leven gebracht. Onder het toeziend oog van een aantal andere herrezen mannen, vrijt ze met hem. Zowel Elises eerste echtgenoot als de andere herrezenen zijn inmiddels in een staat van ontbinding, maar dat stoort Elise niet. Wolfram voegt zich bij Haeckel en ziet lijdzaam toe. Zodra hij probeert om Elise mee naar huis te nemen, vermoorden de ondode mannen hem. Haeckel eist van Montesquino dat hij het hele proces ongedaan maakt, maar die zegt dat hij dat niet kan. Wanneer Montesquino probeert weg te komen, schiet Haeckel hem dood.
De volgende morgen wordt Haeckel wakker. Hij ziet Elise in haar huiskamer lopen met haar in doeken gewikkelde baby. Ze komt naar hem toe om hem voor te stellen aan het kind. Dat blijkt eveneens ondood, net als diens vader. De baby vliegt Haeckel naar de nek en bijt hem de strot af. Wanneer Elise weer naar de necropolis gaat, heeft ze seks met de ondode Haeckel.

### Epiloog
Ralston begrijpt plotseling dat Carnation eigenlijk Elise is, alleen inmiddels een aantal jaar ouder. De lichamen van haar eerste echtgenoot, Wolfram en Haeckel schuifelen daarop binnen, Ze hebben de ondode baby bij zich. Ralston heeft er geen behoefte meer aan dat Carnation zijn vrouw terugbrengt en maakt dat hij het huis zo snel mogelijk uitkomt.

## Rolverdeling
- Steve Bacic - Edward Ralston
- Micki Maunsell - Miz Carnation
- Derek Cecil - Ernst Haeckel
- Tom McBeath - Walter Wolfram
- Leela Savasta - Elise Wolfram
- Gerard Plunkett - Dr. Hauser
- Pablo Coffey - Chester
- Jon Polito - Montesquino
- Warren Kimmel - Faron
- Jill Morrison - Rachel